# استاندارد طراحی پایدار
استانداردهای طراحی، منابع طراحی و استانداردهای اجرایی به‌طور سراسری جهانی در صنعت و کار به‌طور مجازی برای هر چیز قابل تعریفی یکسان هستند. طراحی‌های مقاوم و متحمل، تأثیرها را بر روی کرهٔ زمین کم کرده است و شرایط را بهتر کرده که در مرحلهٔ تعریف شده‌ای قرار دارد. همچنین روش شناسایی‌های متعدد و مشخصی وجود دارند که توسط جوامع مختلف مردم برای اهداف مختلف استفاده می‌شود.

## استانداردهای طراحی
یکی از بهترین انواع آن رهبری در طراحی محیط زیست و انرژی است ،ساختمان‌های سبز که گروهی از اندازه‌گیری‌های سخت را در مورد کیفیت محیط زیستی و تأثیرات به‌طور کلی استفاده می‌کنند تا ساختمانی مقاوم به وجود بیاید. طراحی مقاوم در واقع تلاشی مصمم باری تأثیرات عوامل بر محیط زمستان است. یک راهنمای طراحی کامل، بیشتر توسط اندازه‌گیری‌های تأثیرگذار در پروژه‌ها راهنمایی می‌شود که توسط ایالات آمریکا پیشنهاد شده است. ساعت و ساز سبز واستانداردها در حال پدیدار شدن حتی در سطح کدهای محلی هستند. این استانداردها حتی از استانداردها انرژی و کد حفاظت انرژی بین‌المللی فراتر رفته و برای پوشش اضافی در مناطقی همچون زیر زمین ساختمان‌های مقاوم، بهره‌وری آب، و مواد و منابع است. استاندارد ۱۸۹۰۱ ملاک‌هایی را تعیین می‌کند که بر اساس آن می‌توان گفت که چه ساختمانی به عنوان «ساختمان سبز» می‌تواند شناسایی شود که به زبان مخصوصی نوشته شده است که حوزه‌های قضایی می‌تواند برای پیشرفت ساختمان‌های سبز و ساخت و ساز آن، از این‌ها استفاده و بررسی کند که البته سازمان بسیاری راه‌های مخصوص به خود را برای کاهش مصرف انرژی پیش گرفته‌اند؛ مانند «معماری ۲۰۳۰)) و ((مهد به مهد» (گهواره به گهواره).

## روش‌های طراحی
پیشرفت روش‌های واقعی برای چگونگی کشف فرصت‌ها که به ما اجازهٔ پیشروی در استانداردها را می‌دهد که یکی از اهداف طراحی‌های محیطی و معمارانه در سال‌های ۱۹۷۰ – ۱۹۶۰ بوده اما هنوز مشکلات بسیاری در این فرایند وجود دارد که باعث شده این تجهیزات در طرحی چندان هم چشمگیر و بزرگ نباشد. اکنون با ترکیب بیشتر ابزاری متأثر برهم و شروط متعدد و تجدید نظر در مورد سیستم طبیعی، انقلاب جدید ی در باب این روش‌ها به وجود آمده که چاره ناپذیر به نظر می‌رسد.
اطلاعات مدل‌سازی ساختمان به طراحان اجازه می‌دهد که با بسیاری مشاوران دور دست که در اطلاعات یکسان هستند، کار کنند و به صورت تیمی تصمیم‌ها را ارائه دهند؛ که این اطلاعات برای شرایط اقلیمی، انرژی و تأثیرات محیطی در دسترس هستند.
تفاوت اصی بین طراحی مقاوم و طراحی عرضی در یکی کردن تمام ضوابط محیط زیست پروژه در تیم طراحی است، که در اصل راه‌های جدید برای کشف روابط جدید در طراحی‌ها است. سارمان‌ها ی دیگری که این نیاز را در ک می‌کنند «تیم رازیابی طراحی مقاوم» و دستورات مقاومتی)) در فرایند طراحی ابزار طراحی هستند.

## اصول طراحی
طرح مفهوم پایداری در قالب معماری پایدار به بیش از سه دهه قبل و اواسط دهه ۱۹۸۰ توسط کمیته جهانی گسترش محیط زیست بازمی‌گردد. اصل معماری پایدار بر انسان و محیط زیست تأکید دارد و معتقد است ساختمان، باید همانند جزئی از اکوسیستم طبیعت، در چرخه حیات قرار گیرد؛ بنابراین معماری پایدار، فقط بر روی ساخت و ساز متمرکز نیست بلکه ابعاد مختلف فرهنگی، اجتماعی، اقتصادی و زیست‌محیطی طبیعت را به‌طور همزمان مدنظر قرار می‌دهد. البته چنانچه بر روی ساختمان پایدار، متمرکز شویم، باید به جنبه‌های مختلف ساخت و ساز، در چرخه عمر ساختمان، شامل ایده، طراحی، ساخت و ساز، بهره‌برداری، نگهداری، بازسازی و تخریب توجه کنیم.

## بهره‌وری انرژی در منظر
بهره‌وری انرژی در منظر از طراحی چشم‌انداز است که برای هدف حفاظت انرژی مصرف شده این نگهداری و عملیات منظرها وجود دارد.
تکنیک‌های این طراحی شامل موارد زیر می‌شود:
- کاشتن درخت‌ها برای هدف تولید سایه جهت کم کردن هزینه‌های سرمایش
- کاشتن یا ساخت باد شکن‌ها باری کاهش سرعت باد در اطراف ساختمان‌ها که از دست رفتن گرما را کاهش می‌دهد.
- دیوارهای جان پناه در بوته زارها و تاکستان‌ها برای ایجاد بادشکن به‌طور مستقیم
- جان پناه‌های جهانی که ساختمان‌هایی هستند که جهت‌یابی آن‌ها به صورتی است که از آن فرم طبیعی زمین به عنوان بادشکن بهره می‌برند.
- پشت بام‌های سبز که تودهٔ گرمایی ساختمان‌ها و تبخیر و تعرق آن‌ها را خنک می‌کند و به عنوان یک سیستم سرمایشی عمل می‌کند.
- کم کردن تأثیرات گرمای جزیره‌ای با سنگ پوش کردن قبلی، پوشاندن بازتابش ذرات، سایه و کم کردن فضاهای پوشیده
- روشنایی فضا با نصب لوازم مناسب، سنسورهای طبقه‌بندی شدهٔ نوری و بهره‌وری بالا از این ابزار.

تکنیک بهر وری انرژی در منظر شامل استفاده از مواد اقلیمی و محلی، مواد مقوی نباتات در همان محل است که برای کاهش محل پسماندهای گیاهی، ابزارهای دستی به جای نیروهای گازوئیلی است و همچنین ممکن است شامل استفاده از کاشت گیاهان مقاوم در برابر خشکسالی در مناطق بار، خرید مواد و کالا و محصولات از رویانندگان محلی برای کاهش مصرف انرژی در حمل و نقل و تکنیک‌های مشابه باشد.
نمونه ایی از طراحی مفهومی که با مدل سه بعدی دنبال می‌شود و در واقع هدف و الهام طراحی سه بعدی نوعی از طراحی و مفهوم و فلسفی بوده است.